# Entente sportive ingrandaise
L'Entente sportive ingrandaise était un club de football français basé à Ingrandes sur Loire en Maine-et-Loire. Il a connu le niveau national (Division 4) durant neuf saisons de 1981 à 1990.
En 1990, le club fusionne avec l'Élan du Fresne (Le Fresne-sur-Loire, commune voisine située en Loire-Atlantique), donnant naissance au Football club Ingrandes-Le Fresne, qui évolue actuellement au niveau départemental du District de Maine-et-Loire.

## Histoire
La création du club date du 9 avril 1947 par la fusion de l'Avenir et du Club athlétique, deux clubs départementaux. La première accession au niveau régional a lieu en 1972, après le premier titre de champion de Maine-et-Loire. Le club revient en première division départementale l'année suivante.
C'est à partir du second titre de champion de Maine-et-Loire en 1975 que le club va connaître ses meilleures années en gravissant les échelons : 1975 accession en Promotion d'Honneur, 1977 accession en Division Régionale d'Honneur, 1979 accession en Division d'Honneur, et victoire en Coupe de l'Anjou "Jean CHERRE", 1981 champion de Division d'Honneur et accession en Championnat de France 4e Division.
Le club reste en C.F. 4 durant neuf saisons, remporte une Coupe de l'Atlantique et obtient trois nouvelles victoires en Coupe de l'Anjou "Jean CHERRE". Le meilleur résultat est obtenu en 1986 avec la sixième place de la poule G de C.F.4 et un doublé Coupe de l'Atlantique et Coupe de l'Anjou "Jean CHERRE".
À la fin des années 1980, le club connaît des problèmes financiers qui marquent la fin de son histoire. La création du Football club Ingrandes-Le Fresne n’empêche pas les descentes successives (sept en treize ans).

## Résultats sportifs

### Palmarès
- Champion de Division d'Honneur de la Ligue de l'Atlantique en 1981[3].

- Vainqueur de la Coupe de l'Atlantique en 1986[4].

- Vainqueur de la Coupe de l'Anjou "Jean CHERRE" en 1979, 1984, 1986 et 1988[5].

### Bilan par saison
| Saison    | Championnat | Championnat                 | Championnat | Championnat | Championnat | Championnat | Championnat | Championnat | Championnat | Championnat | Championnat | Coupe de France | Entraîneurs | Affluence moyenne |
| Saison    | Niveau.     | Division                    | Class.      | Pts         | M           | V           | N           | D           | Bp          | Bc          | Diff        | Coupe de France | Entraîneurs | Affluence moyenne |
| --------- | ----------- | --------------------------- | ----------- | ----------- | ----------- | ----------- | ----------- | ----------- | ----------- | ----------- | ----------- | --------------- | ----------- | ----------------- |
| 1974-1975 | 7           |                             |             |             |             |             |             |             |             |             |             |                 |             |                   |
| 1975-1976 | 7           | PH (Atlantique - groupe A)  | 2e          |             |             |             |             |             |             |             |             |                 |             |                   |
| 1976-1977 | 7           | PH (Atlantique - groupe A)  | 1er         | 55          | 22          | 15          | 3           | 4           |             |             |             | ?               |             |                   |
| 1977-1978 | 6           | DHR (Atlantique - groupe A) | 13e         | 43          | 26          | 7           | 3           | 16          |             |             |             | ?               |             |                   |
| 1978-1979 | 6           | DHR (Atlantique - groupe A) | 1er         | 64          | 26          | 16          | 6           | 4           |             |             |             | ?               | Filnambu    |                   |
| 1979-1980 | 5           | DH (Atlantique)             | 3e          | 59          | 26          | 13          | 7           | 6           | 61          | 35          | +26         | ?               | Filnambu    |                   |
| 1980-1981 | 5           | DH (Atlantique)             | 1er         | 64          | 26          | 18          | 2           | 6           | 53          | 26          | +27         | ?               | Filnambu    |                   |
| 1981-1982 | 4           | Division 4 (groupe D)       | 9e          | 25          | 26          | 11          | 3           | 12          | 36          | 52          | -16         | ?               | Filnambu    |                   |
| 1982-1983 | 4           | Division 4 (groupe D)       | 9e          | 24          | 26          | 9           | 6           | 11          | 48          | 43          | +5          | 7e tour         | Filnambu    |                   |
| 1983-1984 | 4           | Division 4 (groupe D)       | 9e          | 24          | 26          | 7           | 10          | 9           | 40          | 46          | -6          | ?               | Filnambu    |                   |
| 1984-1985 | 4           | Division 4 (groupe D)       | 10e         | 23          | 26          | 10          | 3           | 13          | 42          | 46          | -4          | ?               | Filnambu    |                   |
| 1985-1986 | 4           | Division 4 (groupe D)       | 6e          | 25          | 26          | 6           | 13          | 7           | 41          | 41          | +0          | ?               | Filnambu    |                   |
| 1986-1987 | 4           | Division 4 (groupe D)       | 8e          | 28          | 26          | 10          | 8           | 8           | 45          | 44          | +1          | ?               | Filnambu    |                   |
| 1987-1988 | 4           | Division 4 (groupe D)       | 9e          | 24          | 26          | 8           | 8           | 10          | 42          | 37          | +5          | ?               | Filnambu    | 420               |
| 1988-1989 | 4           | Division 4 (groupe D)       | 12e         | 18          | 26          | 6           | 6           | 14          | 35          | 50          | -14         | ?               | Filnambu    | 330               |
| 1989-1990 | 4           | Division 4 (groupe D)       | 14e         | 13          | 26          | 4           | 5           | 17          | 28          | 79          | -51         | ?               | Cougnaud    |                   |